# Nissan Fairlady Z
Nissan/Datsun Z – seria samochodów sportowych produkowanych przez japońskie przedsiębiorstwo Nissan Motors. Pierwszym modelem należącym do serii był Datsun 240Z. Na rynku japońskim samochody pochodzące od serii Z sprzedawane są pod nazwą Nissan Fairlady Z.

## 240Z

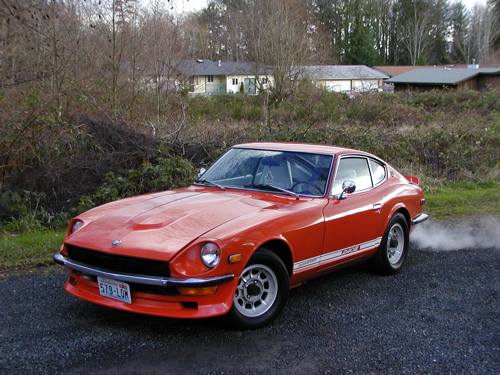
Nissan/Datsun 240Z (S30)

Jako pierwszy z serii wyszedł model 240Z (HS30), który jak na swoje lata był bardzo zaawansowany technicznie i miał wiele wyścigowych rozwiązań. Nie posiadał on systemu ABS, klimatyzacji ani zabezpieczenia w postaci poduszki powietrznej. Produkcję zaczęto w październiku 1969 roku, z trzema oddzielnymi wersjami: jedna na rynek japoński, a druga na amerykański. Japońska wersja (HS30) była wyposażona w 6-cylindrowy silnik SOHC (jeden wałek rozrządu) o pojemności 1998 cm³ (kod L20E); rozwijał moc 130 KM przy 6000 obr./min i moment obrotowy 175 Nm przy 4400 obr./min. Samochód ważył zaledwie 995 kg, dzięki czemu był bardzo dynamiczny.
Druga wersja, czyli ta na rynek amerykański (HLS30), była wyposażona w 6-cylindrowy silnik SOHC o pojemności 2389 cm³ (kod L24E). Dzięki rozwiązaniu takiemu jak podwójny gaźnik typu SU, silnik ten osiągał moc 151 KM przy 5600 obr./min i moment obrotowy 198 Nm przy 4400 obr./min.
Japończycy skonstruowali trzecią, najmocniejszą wersję 240Z (PS30), nazwali ją 432Z. Model ten zaczęto produkować w 1971 roku. Pod maską umieścili 6-cylindrowy motor DOHC (dwa wałki rozrządu) z modelu HAKOSUKA (kod S20) o pojemności 1989 cm³, mocy 160 KM przy 7000 obr./min i momencie obrotowym 180 Nm przy 5600 obr./min. Silnik ten miał trzy dwugardzielowe gaźniki, dzięki czemu osiągał taką moc oraz wysokie obroty. Była wersją 240Z, osiągającą największą moc.

## 260Z
W 1974 roku, poprzez zwiększenie pojemności silnika do 2593 cm³, model ten zyskał nazwę 260Z. Oprócz wersji 2-door coupe (dwumiejscowy) wprowadzono wtedy do produkcji wersję 2-door 2+2 coupe (dwa siedzenia z przodu i dwa z tyłu). Amerykańska wersja silnikowa była osłabiona poprzez zastosowanie innego wałka rozrządu i regulacji gaźników, aby uzyskać zgodne w USA normy spalin. Przez te modyfikacje, 6-cylindrowy silnik miał tylko 139 KM. W innych regionach świata moc tego silnika dochodziła do 162 KM.

## 280Z
Ostatni model z pierwszej serii Z to model 280Z, którego produkcję rozpoczęto w 1975 roku. Pojemność silnika została powiększona do 2753 cm³. Silnik (L28E) zachował tę samą konstrukcję (OHC), lecz główną zmianą był wtrysk paliwa Bosch L-Jetronic firmy Bosch, który zastępował gaźniki typu SU. Silnik ten uzyskiwał moc 149 KM przy 5600 obr./min i 221 Nm przy 4400 obr./min. Masa pojazdu nie przekraczała 1193 kg.
Model ten był wyposażony w 5-biegową manualną przekładnię, wcześniejsze wersje miały czterobiegową skrzynię. Była też limitowana wersja nadwozia pomalowana na Black Pearl (czarna perła z białymi pasami i żaluzją na tylnej szybie), wyprodukowano ich tylko 1000 sztuk. Model wyposażono w dyfuzor dociskowy, który widać poniżej chromowanego zderzaka, dzięki temu samochód lepiej zachowywał się przy wysokich prędkościach.

## 280ZX

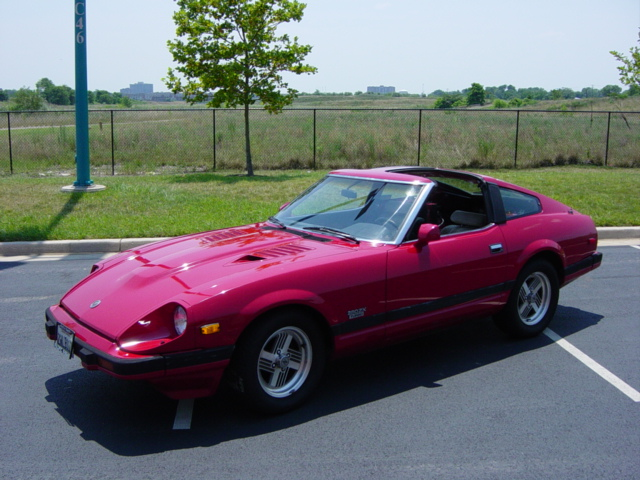
Nissan/Datsun 280ZX (S130)

Był to pierwszy z dwóch modeli tej generacji. Model był po całkowitym faceliftingu, został tylko silnik L28E. Samochód miał z przodu kolumny McPherson, a z tyłu wahacz wleczony (wahacz przyczepiony jest do ramy przed mostem). Konkurencją dla tego modelu było Porsche 924 z lepszym wyposażeniem, jednak w latach 70. w USA panował kryzys paliwowy, a 280ZX był oszczędniejszy, szybszy i tańszy niż konkurencja. Nadwozie było bardziej aerodynamiczne niż nadwozia poprzedników, miał też niżej umieszczony środek ciężkości. Posiadał 80-litrowy zbiornik paliwa. Dzięki niezawodności, dobrym osiągom, przyczepności i ekonomice, Datsun znajdywał coraz więcej nabywców.

### 280ZX Turbo
W 1981 roku została stworzona wersja turbodoładowana. Wersja ta została wypuszczona tylko na rynek japoński. Posiadała ona silnik 1998 cm³ – turbo. Deklarował się mocą 145 KM przy 5600 obr./min i 210 Nm przy 3200 obr./min. Był to lżejszy model niż w wersji amerykańskiej, poprzez zastosowanie 2.0-litrowego silnika. Dzięki temu samochód lepiej trzymał się w zakrętach. W Japonii była też oferowana wolnossąca jednostka L28E, lecz wersje różniły się nieznacznie nadwoziami, japońska wersja miała lusterka przy masce i inne felgi w standardzie. Istniała również mało znana jednostka wolnossąca o pojemności 1998 cm³ i mocy zaledwie 125 KM. Produkcję zakończono w 1983 roku.

## 300ZR (ZX)

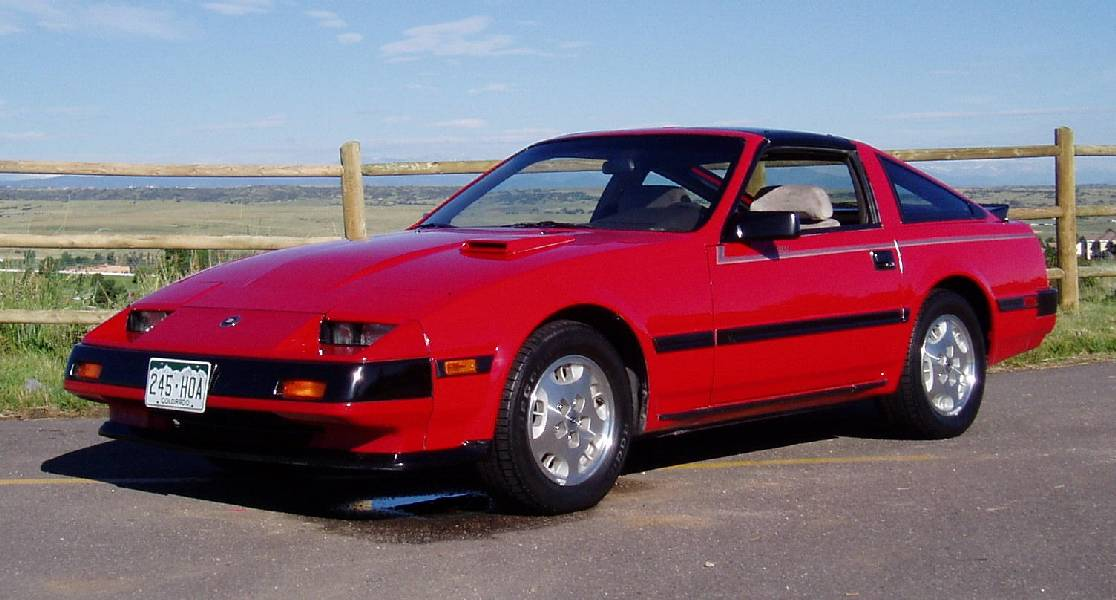
Nissan 300ZX (Z31)

Produkcję rozpoczęto w 1983 roku, zależnie od regionu nazywano go też 300ZX. Było to rok przed ogłoszeniem zmiany światowej nazwy z Datsun na Nissan. Model ten miał kod Z31. W 300ZR stosowano już silniki V6 i całkowicie zmieniono wygląd. Na początku stosowano następujące rodzaje silników:
- (VG30E) 6-cyl. Silnik V6 SOHC wolnossący o poj. 2960 cm³ miał on moc 165 KM i moment obrotowy 236 Nm.
- (VG30ET) 6-cyl. Silnik V6 SOHC turbodoładowany turbiną Garrett T3 o pojemności 2960 cm³ osiągał on moc 200 KM i 308 Nm, japońska wersja została doładowana turbiną T25 i moc wzrosła do 230 KM i 340 Nm.

Silniki produkowane od 1984 roku:
- (VG30DE) 6-cylindrowy silnik V6 DOHC wolnossący o pojemności 2960 cm³ miał on moc 190 KM przy 6000 obr./min i 250 Nm przy 4400 obr./min, była to wersja japońska.
- (VG30DET) 6-cylindrowy silnik V6 DOHC turbodoładowany 24-zaworowy o pojemności 2960 cm³ miał on moc 250 KM i 320 Nm, silnik wyposażony był w intercooler.
- (VG20ET) 6-cylindrowy Silnik V6 SOHC turbodoładowany turbiną Garrett T3 o pojemności 1998 cm³ osiągał on moc 170 KM.

Oferowano także silnik RB20DET w modelu, o zmienionej nazwie na 200ZR-II. Był to silnik rzędowy 6-cylindrowy o pojemności 1998 cm³ Twin Cam DOHC turbodoładowany, który osiągał moc 180 KM przy 6400 obr./min i 240 Nm przy 3600 obr./min z intercoolerem.
Występowały dwie wersje nadwoziowe:
- Hard Top (sztywny dach)
- Targa (zdejmowany dach)

Produkowano także specjalną wersję Z31, dla uczczenia 50 lat Nissana. W 1988 roku, turbodoładowana wersja Shiro Special dostała biały perłowy lakier, sztywniejsze sprężyny i amortyzatory, inny wlot powietrza w zderzaku, felgi pomalowane w kolorze nadwozia, siedzenia sportowe Recaro, LSD (limited slip differential). Wyposażona była w silnik VG30ET, a produkowana od stycznia do marca 1988 roku. Liczba wyprodukowanych samochodów wyniosła 1002 sztuk.
W 1987 wprowadzono lepiej wyposażone wersje, np. w światła przeciwmgielne z przodu, bardziej aerodynamiczne zderzaki. Ze względów bezpieczeństwa i wymogów zamontowano trzecie, diodowe światło stopu pod tylną szybą, tylne światła zostały zmienione z szerokich na wąskie w kształcie paska. Model ten miał zamontowaną blokadę prędkości do 250 km/h. W tych wersjach były dwutłoczkowe hamulce tarczowe z przodu i z tyłu.

## 300ZX

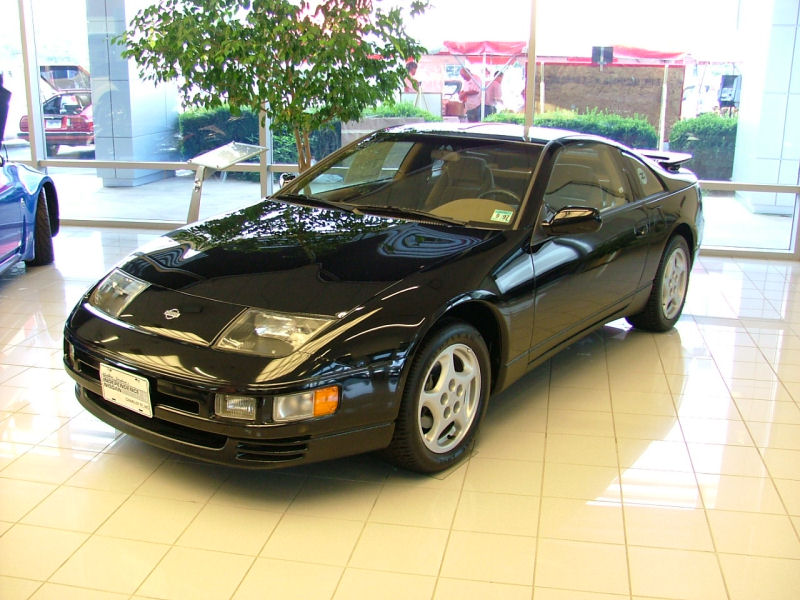
Nissan 300ZX (Z32)

W 1989 roku Nissan zaprezentował następcę Z31, model Z32. Z32 było nazywane 300ZX ze względu na tę samą pojemność silnika co Z31. Odkąd silnik miał dwa wałki rozrządu w głowicy, jego nazwa zmieniła się z VG30E na VG30DE. Silnik ten miał wielopunktowy wtrysk, co podniosło moc do 230 KM przy 6400 obr./min i moment 278 Nm przy 4800 obr./min. Był też silnik Twin-Turbo, oznaczony kodem VG30DETT, silnik ten osiągał moc 280 KM przy 6400 obr./min i 396 Nm przy 3600 obr./min i był wyposażony w dwa intercoolery. Z32 ważył 1470 kg w wersji 2 miejscowej i 1610 kg w wersji 2+2. Posiadał w wyposażeniu reflektory soczewkowe, ABS, pasy z blokadą, wspomaganie kierownicy, elektroniczna klimatyzacja.
Wersje nadwoziowe to: Hard Top (Slicktop) i Targa (T-Roof) oraz w małych liczbach Cabrio. Były również wersje 2+2 i 2+0 osobowe ta ostatnia o 15 cm krótsza.
W 1993 roku ulepszono smarowanie turbiny. W silnikach zastosowano głowicę ze zmiennymi fazami rozrządu (NVTC – Nissan Variable Timing Cam), dzięki temu silnik seryjnie osiągał moc 300 KM według SAE (USA) i 285 na Europę, ale w rzeczywistości moc była identyczna. Różnice były spowodowane zastosowaniem odmiennych metod pomiaru. W 1996 r. zrezygnowano z NVTC na rzecz czystości spalin.

## 350Z

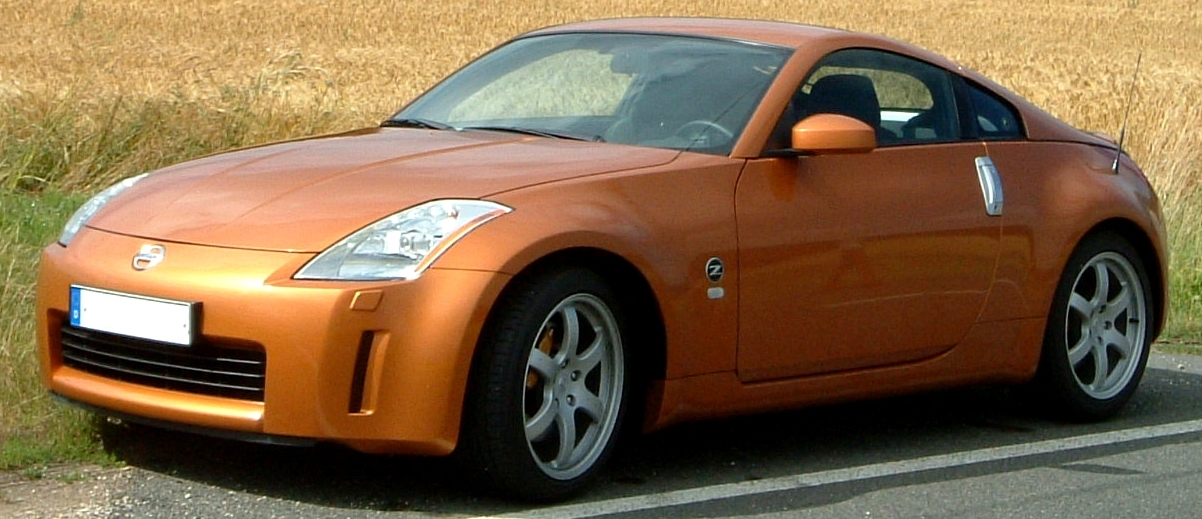
Nissan 350Z

Produkcję kolejnej generacji, Z33, rozpoczęto w 2003 roku. Dostępne były dwie wersje nadwozia: Roadster i Coupé. Yutaka Katayama w 1998 roku został nagrodzony tytułem Father of the Z (ojciec Z). Wtedy bowiem zaczęły się projekty i został zbudowany konceptowy model Z33. Model ten posiada silniki o pojemności 3498 cm³ w różnych wariantach mocy. VQ35HR 6-cylindrowy V6 DOHC wolnossący z bezpośrednim wtryskiem benzyny.
Silniki:
- VQ35DE produkowany od 2003-2006 miał moc 287 KM i 371 Nm,
- VQ35DE (neo) produkowany od 2005-2006 miał moc 300 KM przy 6200 obr./min i 370 Nm przy 4800 obr./min.

Posiada on 6-biegową przekładnię manualną lub 5-biegową automatyczną. Koła to 18-calowe felgi firmy Rays, na które założono opony: z tyłu 245/45R18, z przodu 225/45R18. Hamulce firmy Brembo: z przodu wentylowane tarcze i 4-tłoczkowe zaciski, z tyłu wentylowane tarcze 2-tłoczkowe zaciski.

## 350Z S-Tune GT NISMO
Nismo nadworny tuner Nissana, który produkuje ulepszone części do silnika, podwozia i wnętrza takie jak np. hamulce, zawieszenia, kute tłoki, wałki rozrządu, koła pasowe, kolektory wydechowe, sportowe wydechy do wszystkich modeli marki Nissan. S-Tune GT, ulepszona wersja Nissana 350Z (Z33), została wyprodukowana dla uczczenia osiągnięć w sporcie motorowym. Model ten ma bardziej wydłużony nos na wzór Xanavi, zmodyfikowaną wersję silnika VQ35DE, silnik ten nazwano S1, osiągał on moc 300 KM i obroty maksymalne do 7200 obr./min. Taka modyfikacja oraz zmiany aerodynamiki pojazdu pozwoliły na poprawę osiągów modelu.

## 370Z

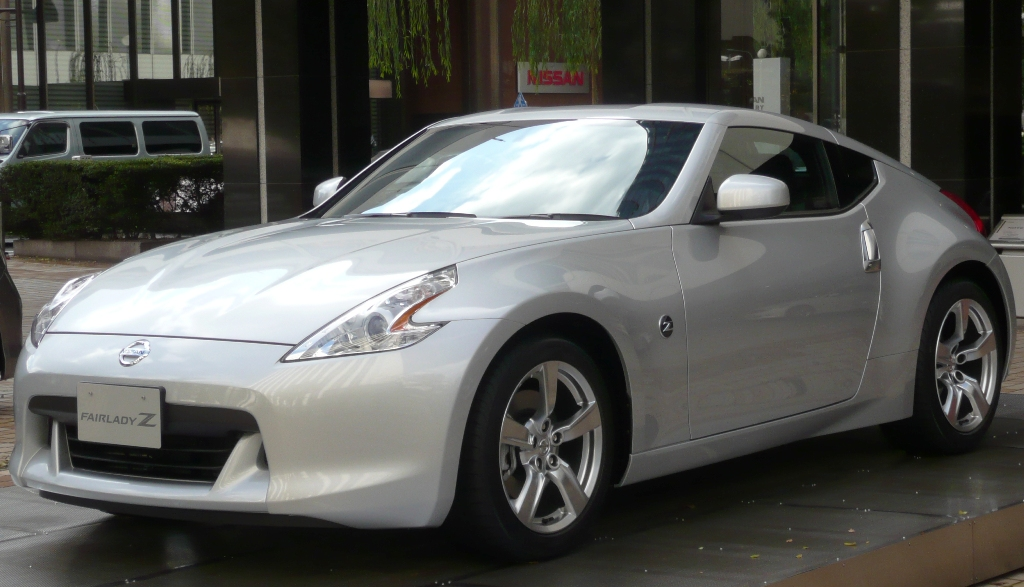
Nissan 370Z